# Ike Amadi
Ikechukwu Prince Amadi (Nigeria, 26 novembre 1979) è un doppiatore nigeriano.

## Carriera
Si è distinto come doppiatore, principalmente di videogiochi, prestando la sua voce al protagonista di Knack e il suo seguito Knack II.
Nei videogiochi Mortal Kombat 11 ha prestato la voce a Cyrax e al generale Shao Khan. Nella serie di videogiochi di Spider-Man è la voce di Aaron Davis/Prowler, lo zio di Miles Morales.
Nel 2024 doppia il custode grigio Davrin, uno dei protagonisti del videogioco Dragon Age: The Veilguard.
Ha doppiato anche in serie d'animazione, doppiando il det. Scott nelle serie animate di Trollhunters.

## Filmografia

### Doppiaggio
- World of Warcraft - videogioco, voce di Drek'Thar (2004)
- 007: Quantum of Solace - videogioco, voce di Mollaka (2008)
- Mass Effect 3 - videogioco, voce di Javik (2012)
- Knack - videogioco, voce di Knack (2013)
- Wolfenstein: The New Order - videogioco, voce di un prigioniero (2014)
- Infinite Crisis - videogioco, voce di Atrocitus (2015)
- Halo 5: Guardians - videogioco, voce di Jameson Locke (2015)
- Fallout 4 - videogioco, voce di Davies (2015)
- Tom Clancy's Rainbow Six: Siege - videogioco, voce di Wamai (2015)
- Trollhunters - I racconti di Arcadia (Trollhunters: Tales of Arcadia) - serie animata, voce del Det. Scott (2016-2018)
- Dishonored II - videogioco, voce della guardia (2016)
- Final Fantasy XV - videogioco, voce di Titan (2016)
- Mass Effect: Andromeda - videogioco, voce del Dott. Ramirez e Taavos (2016)
- Prey - videogioco, voce di Dayo Igwe (2017)
- Injustice 2 - videogioco, voce di Atrocitus (2017)
- Farpoint - videogioco, voce del dott. Grant Moon (2017)
- Knack II - videogioco, voce di Knack (2017)
- La Terra di Mezzo: L'ombra della guerra (Middle Earth: Shadow of War) - videogioco, voce di Baranor (2017)
- 3 in mezzo a noi - I racconti di Arcadia (Trollhunters: Tales of Arcadia) - serie animata, voce del Det. Scott (2018-2019)
- Marvel's Spider-Man - videogioco, voce di David Obademi (2018)
- LEGO DC Super-Villains - videogioco, voce di Atrocitus (2018)
- Fallout 76 - videogioco, voci varie (2018)
- Apex Legends - videogioco, voce di Seer (2019)
- Mortal Kombat 11 - videogioco, voce di Cyrax e Shao Khan (2019)
- Crash Team Racing Nitro-Fueled - videogioco, voci varie (2019)
- Death Stranding - videogioco, voce di William Lake (2019)
- Spider-Man: Miles Morales - videogioco, voce di Aaron Davis (2020)
- Battlefield 2042 - Exodus - videogioco, voce di Oz (2021)
- Call of Duty: Vanguard - videogioco, voce di Ikenna Olowe (2021)
- Halo Infinite - videogioco, voce di Atriox (2021)
- Call of Duty: Modern Warfare II - videogioco, voce di Zeus (2022)
- Starfield - videogioco, voci varie (2023)
- Mortal Kombat 1 - videogioco, voce di Shao Khan (2023)
- Marvel's Spider-Man 2 - videogioco, voce di Aaron Davis (2023)
- Jurassic World - Teoria del caos (Jurassic World: Chaos Theory) - serie animata, 2 episodi (2024)
- Dragon Age: The Veilguard - videogioco, voce di Davrin (2024)

## Doppiatori italiani
Da doppiatore è stato sostituito da:
- Matteo Brusamonti in Halo 5: Guardians, Mortal Kombat 11 (Shao Khan), Mortal Kombat 1
- Silvio Pandolfi in Marvel's Spider-Man, Spider-Man: Miles Morales, Marvel's Spider-Man 2
- Pierluigi Astore in Knack, Knack II
- Renzo Ferrini in Injustice 2, LEGO DC Super-Villains
- Matteo Zanotti in World of Warcraft
- Alberto Olivero in Mass Effect 3
- Maurizio Arena in Fallout 4
- Roberto Fidecaro in Trollhunters - I racconti di Arcadia
- Lorenzo Scattorin in Prey
- Diego Baldoin in Farpoint
- Andrea Bolognini ne La Terra di Mezzo: L'ombra della guerra
- Tony Sansone in Mortal Kombat 11 (Cyrax)
- Marco Balbi in Carsh Team Racing Nitro-Fueled (Crunch Bandicoot)
- Dario Oppido in Death Stranding
- Samuele Torrigiani in Call of Duty: Vanguard
- Andrea Mete in Jurassic World - Teoria del caos